# الحزام الهندي
الحزام الهندي أو الهندي ديش هو مصطلح يشار به أحيانا كاسم للمنطقة الهندية-الأوردية، وهي منطقة لغوية في شمال وسط الهند حيث يتم التحدث باللغة الهندية على نطاق واسع بمختلف اللغات واللهجات المجمعة تحتها وكذا اللغة الأردية. كما تستخدم في بعض الأحيان للإشارة إلى تلك الولايا الهندية التي تعد الهندية لغتها الرسمية أو لها أغلبية متحدثة بها وهي بهار، تشاتيسغار، دلهي، هاريانا، هيماجل برديش، جهارخاند، ماديا براديش، راجستان، أوتاراخند، وأوتار براديش.

## اللهجة الهندية
تعد الهندية جزء لايتجزأ من سلسلة اللهجات الهندية الآرية التي تقع ضمن الحزام الهندي الثقافي في السهول الشمالية للهند. وتعتبر اللغة الهندية بمعناها الواسع مفهوما لغويا أكثر منه إثنيا.
ويعد هذا التعريف للغة الهندية واحدا من تلك التعاريف المستخدمة في الإحصاء الهندي، والذي نتج عنه أكثر من أربعين في المائة من الهنود متحدثون باللغة الهندية، على الرغم من أن المجيبين في المنطقة الهندية يختلفون عما إذا كانوا يسمون لغتهم الهندية أو يستخدمون لغة محلية لتمييز لغتهم من الهندية. على النحو المحدد في إحصاء عام 1991، تتوفر الهندية على معنى واسع وضيق. وعليه فإن اسم «الهندية» غامض نوعا ما. وقبل أن يتم تحديدها كلغة منفصلة تم تعريف المايثيلية كلهجة هندية. في لا تزال العديد من هذه اللغات التي لا علاقة لها بالهندية تكافح من أجل الاعتراف بها من قبل السلطات.
ويغطي المعنى الواسع عددًا من لغات المنطقة الوسطى والشرقية والوسطى والشمالية، بما في ذلك لغات بيهاري باستثناء المايثيلية وجميع لغات راجاستان ولغات باهاري الوسطى. حيت يحد هذه منطقة من الغرب البنجابية والسندية. أما في الجنوب فاللغة الكجراتية، واللغة الماراثية واللغة الأورية ومن الشرق اللغة المايثيلية واللغة البنغالية وفي الشمال اللغات النيبالية والكشميرية والتيبتية. يمكن اعتبار أصناف هذا الحزام لغات منفصلة بدلاً من لهجات للغة واحدة.
أما المعنى الضيق، فإن اللغات الهندية الصحيحة، يمكن مساواتها مع لغات المنطقة المركزية. ويتم تقسيم هذه تقليديا إلى الهندية الغربية والهندية الشرقية. التعريف الأضيق للهندية هو اللغة الرسمية أو المعيار الهندي الحديث أو ماناك هندي، وهو سجل موحد للهندوستانية، وهو أحد الأصناف الهندية الغربية. ويستند تاريخيا الهندوستاني - بما في ذلك ماناك الهندية والأوردية - على لهجة خريبولي من دلهي القرن ال17.